# 戯夢人生
『戯夢人生』（ぎむじんせい、原題：戲夢人生、英語題：The Puppetmaster）は1993年製作の台湾映画。

## 概要
前作『悲情城市』を第2部、次作『好男好女』を第3部とする侯孝賢（ホウ・シャオシェン）監督の台湾現代史3部作の第1部となる作品で、台湾が日本統治下にあった1895年から、1945年の日本敗戦による中華民国進駐までの時代を背景に、侯孝賢映画の常連であり、また台湾の伝統芸能である人形芝居・布袋戯（台湾語でボテヒ、北京語でプータイシー）の国宝的名手でもある李天祿（リー・ティエンルー）の半生を、彼自身の回想を元に描いている。李天祿による語りが3分の1を占めており、セミドキュメンタリー映画とも言える作品。
1993年の第46回カンヌ国際映画祭で審査員賞を受賞した。
黒澤明は、自作は映画になっている部分とそうでない部分があるのに対し、本作はすべてが映画になっていると侯孝賢に語っている（「大系 黒澤明」第4巻、侯孝賢との対談）。

## あらすじ
1909年、李天祿は李火（洪流）の初孫として生まれた。父の許夢冬（蔡振南）は台湾伝統の人形芝居・布袋戯の人形師だったが、占い師の判断で、実の父母を「おじさん」「おばさん」と呼ばされ、祖父の元で育った。当時台湾は日本の植民地だったが、中国本土では1911年に清朝が中華民国となった。次々と家族を亡くし、継母の来發（楊麗音）に冷たくされ、辛い日々を送りながらも、いつしか布袋戯を覚え、若くして人形劇団を持った。1937年に盧溝橋事件が起こり布袋戯は禁じられてしまい、李は役者として巡業をして暮らしているなか、皇民化教育の一環として反英米政策の人形劇団に呼ばれる。米軍の空襲が激しさを増し、疎開に出た日、日本が降伏したと知らされる。李天祿は故郷に戻って布袋戯の上演を再開したのだった。

## キャスト
- 李天祿：李天祿（リー・ティエンルー）
- 李天祿（大人時代）：林強（リン・チャン）
- 李天祿（少年時代）：程茎中（チョン・クイチョン）
- 李天祿（子供時代）：卓挙偉（ジュオ・ジューウェイ）
- 祖父・李火：洪流（ホン・リウ）
- 祖母・王惜：白明華（バイ・ミンホア）
- 父・許夢冬：蔡振南（中国語版）（ツァイ・ジェンナン）
- 母・李年：高東秀（ガオ・トンシウ）
- 継母・來發：楊麗音（中国語版）（ヤン・リーイン）
- 妻・陳茶：黄倩茹（ホアン・チエンルー）
- 妻の祖父・陳升：武拉運（ウー・ラーユン）
- 妻の父・陳阿來：李傳燦（リー・チュエンツアン）
- 息子・阿煌（陳錫煌）：李文彬（リー・ウェンビン）
- 娘・李嬌娥：蔡宜樺（ツァイ・イーホア）
- 大目仔の母・阿春：蔡秋鳳（中国語版）（ツァイ・チウフォン）
- 大目仔：陳亦珊（チェン・イーシャン）
- 麗珠：魏筱恵（フランス語版）（ウェイ・シャオホイ）
- 川上課長：伊東史朗
- 川上課長の妻：日野恭子
- 推進隊隊長・久保田：竹本和正